# Digitalna biblioteka
Digitalna biblioteka je biblioteka čiji je fond dostupan u digitalnom obliku te mu se može pristupiti putem računara. Digitalni sadržaj može biti dostupan lokalno ili putem računarskih mreža. U bibliotekama proces digitalizacije počinje digitizovanjem kataloga, pretvaranjem iz analognog u digitalni oblik. Razvoj digitalnih biblioteka počeo je početkom 90-tih godina 20. veka na temelju računarski automatizovanih biblioteka.
Digitalne biblioteke su skupovi elektronskih izvora i s njima povezanih mogućnosti za stvaranje, traženje i korištenje informacija. U tom smislu one su nastavak i poboljšanje sistema za informacijsko pohranjivanje i pronalaženje koji upravljaju digitalnim podacima u svim medijima (tekst, slika, zvuk; statične ili dinamične slike) i postoje u distribuiranim mrežama. Digitalne biblioteke su organizacije koje pružaju izvore, specijalizovano osoblje koje odabira, organizuje, osigurava intelektualni pristup, objašnjava, distribuira, čuva integritet i osigurava trajnost zbirki na način da budu spremne i ekonomski dostupne za korištenje jednoj ili više zajednica.
Digitalne biblioteke mogu u velikoj meri da variraju u pogledu veličine i opsega, i mogu ih održavati individue ili organizacije. Digitalni kontent može da bude uskladišten lokalno, ili mu se može pristupati putem računarske mreže. Ovi sistemi za pronalaženje informacija mogu međusobno razmenjivati informacije putem interoperabilnosti i održivosti.

### Vrsta sadržaja
Digitalna biblioteka se razlikuje u odnosu na drugi jezički informacijski sistem upravo prema vrsti sadržaja koji ima, a reč je uvek o delima jednog ili više autora izdatim bilo u papirnom (pa potom digitizovanom) ili izvorno digitalnom obliku. Na primer, Veb portali znanja i vortali obično upućuju na sadržaje digitalnih biblioteka, te nastoje da kroz sažetke, online priručnike, novosti i sl. okupe na jednom mestu znanje određenog područja. 

### Prednosti i nedostaci
Prednosti
- Nema fizičke granice; korisnik digitalne biblioteke ne mora fizički ići u biblioteku, ljudi širom sveta imaju pristup istim informacijama,
- Nema radnog vremena; pristup u bilo koje vreme dana ili noći,
- Višestruki pristup; istim izvorima može pristupati više korisnika istodobno,
- Strukturirani pristup; pristup bogatijem i strukturiranom sadržaju, kretanje poveznicama i hipertekstovima,
- Pronalaženje informacija; pomoću pretraživanja i upisivanja jedne reči ili skupa reči,
- Umnožavanje i očuvanje; može se napraviti identična kopija bez razlike u kvalitetu,
- Prostor; dok je klasičnim bibliotekama potrebno skladište, digitalne biblioteke mogu imati znatno veću količinu infomacija, jer je neophodno veoma malo fizičkog prostora,
- Umrežavanje; digitalna biblioteka može proslediti link koji vodi drugoj digitalnoj biblioteci, dakle koristi se i deljenje arhiva,
- Cena; održavanje digitalne biblioteke je jeftinije od održavanja klasične biblioteke, samo je proces inicijalne digitizacije i potom digitalizacije malo skuplji.

Nedostaci
- autorsko pravo je kompleksna stavka koja strogo ograničava izbor materijala za digitizaciju, pa mnoge kulturne ustanove izbegavaju kompleksnosti zakona o autorskom pravu digitizujući samo materijale koji nisu zaštićeni autorskim pravom i pripadaju  javnom vlasništvu. Ta praksa znači da mnoge zbirke književne građe nisu opsežno digitizovane. Bitan korak u procesu odabira materijala za digitizaciju je upoznavanje sa svim što je pokriveno autorskim pravom.

### Digitizacija i digitalizacija
Digitizacija (eng. Digitization) je prebacivanje građe iz analognog u digitalni format, postupak snimanja, skladištenja i obrade sadržaja korištenjem digitalne kamere, skenera i računara. Nakon digitizacije su stvoreni uslovi da se krene sa digitalizacijom (eng: Digitalization), što podrazumeva da se digitalni sadržaji dalje upotrebe na brži i automatizovaniji način. Stavljanje građe na Veb omogućava veću i bržu dostupnost korisnicima širom sveta. Mogu se izraditi visokokvalitetne kopije jer se pri umnožavanju ne gubi na kvalitetu. Digitalna građa se ne oštećuje korištenjem, tj. kvalitet s vremenom ne nestaje i ne umanjuje se upotrebom. Najveći problem je digitalna zaštita jer, bar za sada, digitizacija i digitalizacija ne znači nužno i zaštitu, čak i povećavaju mogućnosti za masovnije kršenje autorskih prava. Takođe su i vrlo skupe, a najveći su troškovi radne snage.

### LIDA
Biblioteke u digitalnom dobu (engl. Libraries in the digital age - LIDA, ova godišnja konferencija i kurs su započeti 2000. godine da bi se okolina uputila u biblioteke, informacijske sisteme i servise u digitalnom svetu, te predstavili i rešili mogući problemi. Svake godine izlaže se nova „vruća” tema podeljena u dva dela. Prvi deo odnosi se na istraživanje i razvoj, a drugi deo na praksu. LIDA spaja istraživače, teoretičare i izumitelje da bi međusobno učili, raspravljali i pomagali jedni drugima. 

## Istorija
Rana istorija biblioteka je nedovoljno dokumentovana, mada je nekoliko ključnih mislilaca povezano sa pojavom ovog koncepta. Neki od prethodnika su Pol Otleov i Henri La Fontenov projekat Mundaneum, pokušaj koji je započeo 1895. godine s ciljem prikupljanja i sistematskog katalogiranja svetskog znanja, s nadom ostvarivanja svetskog mira. Uspostavljanje digitalne biblioteke je u potpunosti bilo zavisno od napretka u doba interneta. Time nisu samo obezbeđena sredstva za prikupljanje digitalne biblioteke, već i pristup knjigama milionima ljudi na svetskoj mreži.
Venivar Buš i J.C.R. Liklajder su razvili ovu ideju u okviru tehnologije dostupne u njihove vreme. Buš je podržavao istraživanja koja su dovela do razvoja bombe koja je bačena na Hirošimu. Nakon što je video katastrofu, želio je da stvori mašinu koja će pokazati kako tehnologija može dovesti do razumevanja umesto uništenja. Ova mašina bi obuhvatala radni sto sa dva ekrana, prekidače, dugmad, i tastaturu. On ju je nazvao „Memeks”. Na ovaj način pojedinci bi mogli brzo pristupati uskladištenim knjigama i datotekama. Godine 1956. Ford fondacija je finansirala Liklidera da analizira kako biblioteke mogu biti poboljšane tehnologijom. Gotovo deceniju kasnije, objavljena je njegova knjiga pod nazivom „Biblioteke budućnosti” u kojoj je dokumentovana njegova vizija. Želeo je da stvori sistem koji bi koristio računare i mreže kako bi ljudsko znanje bilo dostupno ljudskim potrebama, a povratne informacije bi bile automatske za mašinske svrhe. Ovaj sistem je sadržao tri komponente, korpus znanja, pitanje i odgovor. Liklajder je to nazvao prokognitivnim sistemom.
Rani projekti su bili usredsređeni na izradu kataloga elektronskih kartica poznatih kao Online katalog javnog pristupa (engl. Online Public Access Catalog - OPAC). Do 1980-ih, uspeh ovih nastojanja rezultirao je da time da je OPAC zamenio tradicionalni katalog kartica u mnogim akademskim, javnim i specijalnim bibliotekama. Ovo je omogućilo bibliotekama da preduzmu dodatne napore kako bi podržale pristup resursima i proširile pristup bibliotečkim materijalima izvan pojedinačne biblioteke.
Rani primjr digitalne biblioteke je Informativni centar za obrazovne resurse (engl. Education Resources Information Center - ERIC), baza podataka citata i apstrakata o obrazovanju, koja je stvorena 1964. godine i bila je onlajn dostupna putem DIALOG sistema 1969. godine.
Godine 1994, digitalne biblioteke su postale vidne zahvaljujući NSF programu vrednom $24,4 milion, koji je sproveden u saradnji s agencijom NASA, i sa programom agencije DARPA pod imenom Inteligentna integracija informacija.
Uspešni istraživački predlozi dospeli su sa šest američkih univerziteta. Time su bili obuhvaćeni Karnegi Melon univerzitet, Univerzitet Kalifornije u Berkliju, Univerzitet u Mičigenu, Univerzitet Ilinoisa, Univerzitet Kalifornije u Santa Barbari i Univerzitet u Stanfordu. Stanfordska istraživanja Sergeja Brina i Larija Pejdža dovela su do formiranja Gugla.
Rani pokušaji kreiranja modela za digitalne biblioteke obuhvataju DELOS (engl. Digital Library Reference Model) i 5S okvir.

## Terminologija
Termin digitalne biblioteke je prvobitno popularisala NSF/DARPA/NASA Digitalna bibliotekarska inicijativa 1994. godine. Sa raspoloživošću računarskih mreža očekuje se da će informacioni resursi ostati distribuirani i da će im se pristupati prema potrebi, dok prema Venivar Bušovom eseju Kao što mislimo  (1945) pretpostavljalo da će biti sakupljeni i čuvani u okviru istraživačkog Memeksa.
Termin virtualna biblioteka je prvobitno bio naizmenično korišten sa terminom digitalna biblioteka, dok se u današnje vreme prvenstveno koristi za biblioteke koje su virtualne u drugom smislu (kao što su biblioteke koje agregiraju distribuirani sadržaj). U ranim danima digitalnih biblioteka raspravljalo se o sličnostima i razlikama između termina digitalni, virtualni i elektronski.

## Literatura
- Besser, Howard (2004). „The Past, Present, and Future of Digital Libraries”.  Ур.: Schreibman, Susan; Siemens, Ray; Unsworth, John. A Companion to Digital Humanities (на језику: енглески). Blackwell Publishing Ltd. стр. 557—575. ISBN 9781405103213. doi:10.1002/9780470999875.ch36. Архивирано из оригинала 10. 08. 2017. г. Приступљено 30. 4. 2018.
- Bourne, Charles P.; Hahn, Trudi Bellardo (2003). A History of Online Information Services, 1963–1976 (на језику: енглески). MIT Press. стр. 169—170. ISBN 9780262261753. Приступљено 30. 4. 2018. „1696 Milestone - DIALOG, with the ERIC database, provided the first instance of extensive availability of abstracts online for search output.”
- Stocker, Gerfried (1. 1. 2014). „Beyond Archives (or the Internet 100 years before the Internet)”.  Ур.: Magalhães, Ana Gonçalves; Beiguelman, Giselle. Possible Futures: art, museums and digital archives (на језику: енглески). ISBN 9788575963548. Приступљено 30. 4. 2018.
- Witten, Ian H.; Bainbridge, David Nichols (2009). How to Build a Digital Library (2nd изд.). Morgan Kaufman. ISBN 9780080890395.
- Candela, L.; Castelli, D. & Pagano, History, Evolution and Impact of Digital Libraries. In P. Iglezakis, I.; Synodinou, T. & Kapidakis, S. (ed.) E-Publishing and Digital Libraries: Legal and Organizational Issues, IGI Global, 2011, 1- 30. - A description of the initiatives and understandings leading to digital libraries

## Spoljašnje veze
- LIDA
- Sistemi digitalnih biblioteka